# Bobby Dougan
Bobby Dougan (3. december 1926 - 7. februar 2010) var en skotsk fodboldspiller (centerhalf). Han spillede én kamp for det skotske landshold, en venskabskamp mod Schweiz i 1950.
På klubplan spillede Dougan hele karrieren i hjemlandet, hvor han repræsenterede henholdsvis Edinburgh-klubben Hearts samt Kilmarnock.